# Kristina Dufková
Kristina Dufková (* 1. listopadu 1978 Praha) je režisérka, animátorka a výtvarnice, absolventka FAMU. Je partnerkou herce a zpěváka Jiřího Macháčka ze skupiny Mig 21.

## Vzdělání
V letech 1993–1997 studovala na Gymnáziu Jana Nerudy v Praze. Pokračovala v letech 1997–1999 na Vyšší odborné škole filmové v Písku, obor animace. Od roku 2000–2010 studovala na FAMU, katedra animované tvorby.

## Filmografie
- 1999 Kukačky 3,5´ kreslená animace, 35 mm, producent – SVOŠF v Písku
- 1999 animátorka filmu "Ptačí políbení" – režie Daniela Gébová – absolventský dokument o výtvarníku Honzovi Volfovi
- 2000 Nejkrásnější bývá šílená 3´ (animovaný klip pro skupinu HM…) kreslená a plošková animace, 35 mm
- 2003 Nocí půjdu sám 3,5´ (animovaný klip pro skupinu Mig 21) kreslená animace, 2D animace, producent – Mig 21
- 2004 Svatební košile 3´kreslená animace, 16 mm (součást dokumentu o malíři Alénu Divišovi), producent a režisér dokumentární části – Martin Řezníček
- 2006 Ze života matek 8´ malba na sklo, 35 mm, producent – FAMU, Spinel Prague Production, Krátký film Praha, cena za nejlepší animovaný film Famufest 2005 International Animation Festival (LIAF 2006), UK, 2006, zvláštní cena poroty 10th Sagunt Short Film Festival, 1. cena
- 2006 Malé pohádky 4,5´ kreslená animace kombinovaná s hraným filmem, producent – FAMU, cena za nejlepší animovaný film Famufest 2006
- 2008 Usnula jsem (původní název Miroslava) 20´ kreslená animace, malba na sklo, 2D animace, producent – FAMU, Evolution Films
- 2011 Fimfárum do třetice všeho dobrého – Jak obři na Šumavě vyhynuli – loutková animace + CGI, s výtvarnicí Denisou Grimmovou Abrhámovou
- 2024 Život k sežrání – celovečerní animovaný film podle románu Mikaëla Olliviera

Kromě práce na filmech se věnuje také ilustraci:
- 2006 Kytice, Karel Jaromír Erben (komiks), nakladatelství Garamond